# Gran Teatro de La Habana
El Gran Teatro de La Habana és un teatre situat al passeig del Prado o José Martí, cantonada amb San Rafael de la ciutat de l'Havana, (Cuba). És considerat un dels teatres d'òpera més grans del món, obra de l'arquitecte belga Paul Belau. S'alça sobre l'antic Teatro Tacón. Des de 1837 ha estat l'escenari de gran artistes de fama internacional com la ballarina Fanny Essler, l'actriu Sara Bernhardt, el pianista Arthur Rubinstein. Des de 1959, la ballarina Alicia Alonso hi va fundar el Ballet Nacional de Cuba.

## Història

### Teatro Tacón

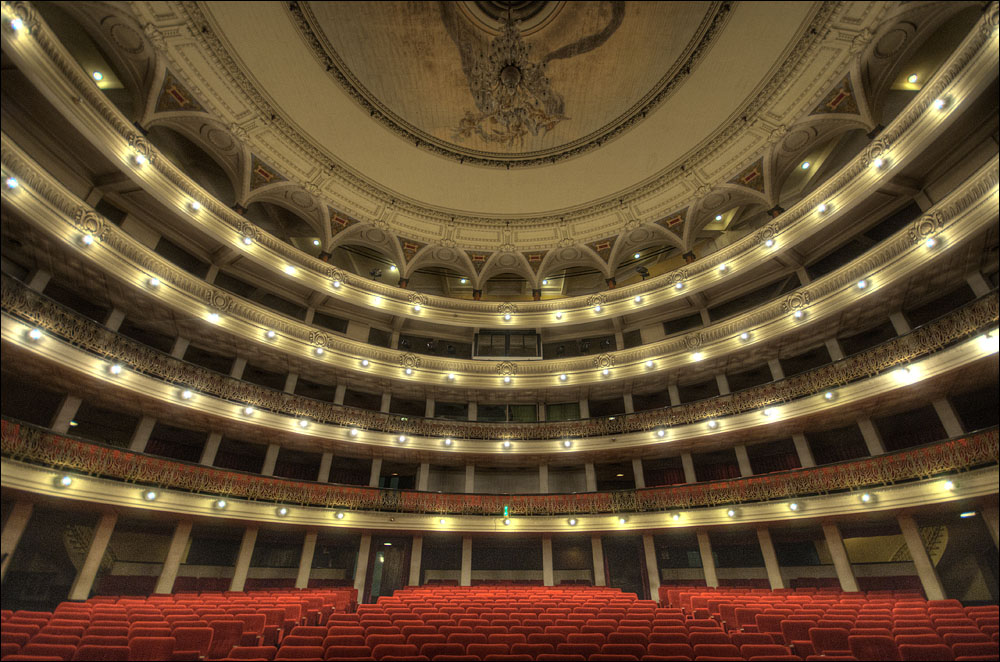
Sala Garcia Lorca

L'Havana el 1834 només comptava amb el Teatre Principal, situat al costat de l'Albereda de Paula, que tenia una limitada capacitat, de manera que el general Tacón va encarregar la construcció d'un altre teatre al seu amic Francisco Marty Torrens, espavilat empresari català amo de la instal·lació i que havia arribat a Cuba "sense un duro" i gairebé analfabet per temps després, gràcies al negoci del tràfic d'esclaus i més tard al mercat de la peixateria, convertir-se en don Pancho Marty.
El seu arquitecte Antonio Mayo va aconseguir dotar l'edifici dels requisits necessaris pel que fa a comoditat, capacitat, ventilació i acústica. Aixecat en un extrem de la llavors Alameda d'Isabel II i a pocs metres de la porta de Montserrate, a la Muralla de l'Havana, tenia 90 llotges i 22 files de llunetes (butaques de platea) i una capacitat mínima de dos mil espectadors, però podia admetre unes 500 persones més.
Tal va arribar a ser el luxe de Taló que per l'època es cantaven unes cobles, en què es deia "tres cosas tiene La Habana que causan admiración: El Morro, La Cabaña y la araña del Tacón" (en català "tres coses hi ha l'Havana que causen admiració: El llum de fi vidre importada de París que penjava sobre la platea.
L'edifici tenia l'estructura, elegància i capacitat del teatro Real de Madrid i del Liceu de Barcelona, segons plantegen autors de l'època.
La seva inauguració va ser el 15 d'abril de 1838, amb la posada en escena de la comèdia de Scribe "Don Juan de Austria".
El sostre era a quatre aigües i enfront de la Alameda tenia un pòrtic dòric de tres arcs sobre pilars amb columnes adossades, senzilles al centre i dobles en els extrems.
Marty va vendre l'edifici el 1857 en 750 mil pesos fuertes a la Compañía Anónima del Liceo de La Habana, que entre els anys 1858 i 1859 el va tancar per millorar-lo i embellir-lo, substituint el sostre de la sala per un a dues aigües. Però els compradors van tenir problemes per pagar el pactat de manera que el teatre va retornar a la senyora Carrillo de Marty i dels seus fills, els quals el varen vendre als senyors Silveira i Cevallos.

### Gran Teatro de La Habana
L'actual construcció va ser inaugurada el 1914, és obra de l'arquitecte belga Paul Beleu. Aquest lloc va ser adquirit, juntament amb els terrenys limítrofs, pel Centre Gallec per edificar el seu Palau Social el 1906. Construït en estil neobarroc, va prendre com a model les construccions del barroc europeu, de manera que abunden les talles i escultures en pedra. En la seva façana principal té quatre grups escultòrics en marbre blanc que representen al·legories de la Beneficència, l'Educació, la Música i el Teatre, obres de Giuseppe Moretti. Els elements es van col·locar de forma equilibrada, i els balcons, finestres, cornises, la proporció de les seves torres i la unitat de les motllures aconsegueixen un ritme elegant. El teatre va ser reconstruït dins del bell edifici.

## Funcionament actual
Cèlebre per la seva acústica i bellesa arquitectònica, és el Gran Teatre de l'Havana l'escenari acostumat del Ballet Nacional de Cuba, així mateix acull les temporades del Centre Pro-Art Líric amb els seus programes d'òperes, sarsueles, operetes i concerts, així com Ballet Espanyol de l'Havana i del Centre de Promoció de la Dansa (PRODANZA), és a més la seu dels Festivals Internacionals de Ballet de l'Havana i d'Art Líric, dels Cursos Pràctics de l'Escola Nacional de Ballet-CUBALLET-, del Festival "la Petjada d'Espanya ", del Festival Internacional de Narració Oral Escènica i altres diversos.
Actualment és un complex cultural compost per diverses sales, la principal porta el nom del gran poeta espanyol Federico García Lorca.